# Fémes hidrogén
A fémes hidrogén akkor keletkezik, amikor a hidrogént kellően magas nyomás éri, és emiatt halmazállapot-változáson megy át. A folyamat az ún. degenerált anyag keletkezésének egyik példája. A szilárd fémes hidrogént atommagok (vagyis protonok) kristályrácsa alkotja; az atomok közötti távolság lényegesen kisebb, mint a Bohr-sugár. A kristályrács pontjai közötti távolság az elektron de Broglie-hullámhosszával vetekszik. Az elektronok nem kötöttek, és úgy viselkednek, mint a fémek vezető (szabad) elektronjai. A kétatomos hidrogénmolekulához hasonlóan a fémes hidrogén egy allotrop módosulat. A folyékony fémes hidrogénben a protonok nem rendeződnek rácsba, tehát a rendszer egy olyan folyadék, amely protonokból és elektronokból áll.
A fémes hidrogén – feltételezések szerint – hatalmas mennyiségben van jelen a Jupiter, Szaturnusz, és néhány újonnan felfedezett exobolygó gravitáció által összenyomott belsejében. Mivel az említett égitestek belső szerkezetére vonatkozó korábbi előrejelzések a fémesedést nagyobb nyomáson képzelték el, mint amelyről ma tudunk, szükséges lehet módosítani az elméleteket. Az új adatok szerint a Jupiter belsejében sokkal több fémes hidrogén van, mint amennyire korábban számítottak, tehát a felszínhez közelebb van ilyen anyag, és emiatt a Jupiter hatalmas mágneses mezeje is, amely a Naprendszer bolygói közül a legerősebb, a felszínhez közelebb keletkezik.
A University of Edinburgh kutatóinak 2016-os közlése szerint egy kísérletben sikerült gyémántok között hidrogént összenyomniuk 3,25 millió bar nyomással, ahol a hidrogén egy új szilárd fázist vett fel (amit „V”-vel jelölnek). Ebben az állapotban a hidrogénmolekulák atomokra bomlottak, és az atomok elektronjai fémes tulajdonságokat kezdtek mutatni. A kutatócsoport szerint még nagyobb nyomás előállításával tiszta atomos hidrogén állna elő, ami fémes tulajdonságokkal rendelkezne (ahogy egy 80 évvel korábbi elmélet megjósolta).